# Министерство юстиции Российской Федерации
Министерство юстиции Росси́йской Федерации (Минюст России) — федеральный орган исполнительной власти, осуществляющий функции по выработке и реализации государственной политики и нормативно-правовому регулированию в сфере юстиции.

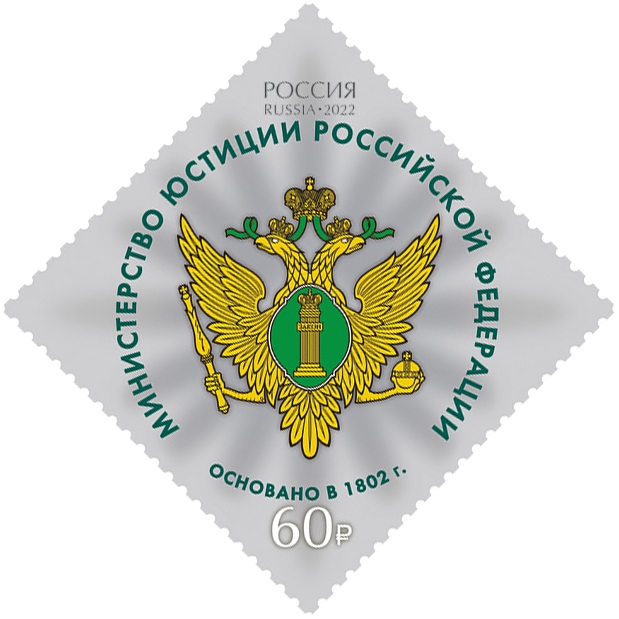
Почтовая марка 2022 год

## Функции
Минюст России является федеральным органом исполнительной власти, осуществляющим функции по выработке и реализации государственной политики и нормативно-правовому регулированию в сфере юстиции, включающей в себя:
- государственную регистрацию нормативных правовых актов федеральных органов исполнительной власти, иных государственных органов и организаций;
- государственную регистрацию некоммерческих организаций, включая отделения международных организаций и иностранных некоммерческих неправительственных организаций, политические партии, иные общественные объединения и религиозные организации;
- обеспечение граждан бесплатной юридической помощью, а также правовое информирование и правовое просвещение населения;
- нотариат;
- адвокатуру;
- арбитраж (третейское разбирательство);
- государственную регистрацию актов гражданского состояния;
- обеспечение установленного порядка деятельности судов, исполнения судебных актов, актов других органов и должностных лиц, деятельности по возврату просроченной задолженности физических лиц (совершения действий, направленных на возврат просроченной задолженности физических лиц);
- деятельность уголовно-исполнительной системы;
- территориальное устройство Российской Федерации, разграничение полномочий между федеральными органами государственной власти, органами государственной власти субъекта Российской Федерации и органами местного самоуправления, правовое регулирование организации местного самоуправления.

## История

### XIX век
Министерство юстиции Российской империи было учреждено 20 (8) сентября 1802 года Манифестом Александра I «Об учреждении министерств». Этим же документом в составе Правительства предусматривалась должность министра юстиции, и он одновременно являлся генерал-прокурором Российской империи.
На Министерство юстиции были возложены функции подготовки законодательных актов, а также управления деятельностью судов и прокуратуры. Оно занималось вопросами назначения, перемещения, увольнения чинов судебного ведомства, учреждения и упразднения судов, осуществляло надзор за их работой.
Первым министром юстиции — генерал-прокурором Российской империи был утверждён выдающийся русский поэт и государственный деятель — Гавриил Романович Державин.
Осуществляя управление всей системой юстиции, Министерство с первых дней своего образования большое значение придавало совершенствованию законодательства. Под руководством известного государственного деятеля М. М. Сперанского была проведена кодификация законодательства: издано 56 томов Полного собрания законов Российской империи и 15 томов Свода законов.
В 1828 году Сперанский представил Императору предложения о необходимости кадрового укрепления судов судьями и правоведами, причём их подготовка требовала непосредственного участия Министерства юстиции.
После проведённой в 1864 году в России судебной реформы, в подготовке и проведении которой Министерство юстиции принимало деятельное участие, полномочия Министерства юстиции заметно расширились. На всех этапах прохождения судебной реформы роль Министерства юстиции была значительной, а то и определяющей. Министерство юстиции осуществляло руководство судебными органами, управление межевой и тюремной частями, нотариатом. Заведуя личным составом суда и прокуратуры, оно получило право назначения и увольнения следователей по важнейшим делам в окружных судах, а также городских судей и членов уездных окружных судов. Министерство ввело институты мировых судей и присяжных заседателей, напрямую руководило деятельностью прокуратуры и осуществляло управление местами лишения свободы. Министерство обладало достаточными полномочиями по формированию и проведению в жизнь правовой политики государства.
По представлению Министерства юстиции Законом от 16 июня 1884 года было усилено наказание за служебные растраты и хищения, в том числе для лиц привилегированных сословий. По ходатайству Министерства юстиции 26 мая 1881 года было отменено публичное исполнение смертной казни. В области гражданского права 19 мая 1881 года Министерством юстиции были составлены Правила о порядке укрепления прав на недвижимое имущество.
Все законодательные предложения представлялись на заключение Министерства юстиции до внесения их на рассмотрение Государственного совета, а с 1881 года законопроекты других ведомств стали поступать на заключение Министерства юстиции не только для их оценки с юридической стороны, но и для согласования с существующими законами.
Законотворчество Министерства юстиции конца 19 века — начала XX века характеризуется особым вниманием к правам личности.
В 1897 году разработан проект закона об изменении порядка возбуждения вопросов об ответственности губернаторов; в 1903 году — проект закона об условном осуждении, что являлось совершенно новым и весьма демократичным институтом для России; в том же году Министерством юстиции был разработан дисциплинарный устав, регламентирующий наказание за служебные проступки; в 1904 году разрабатывается проект закона о некоторых изменениях в наказуемости и порядке преследования государственных преступлений. В том же году Министерством юстиции утверждены Правила о порядке содержания в тюрьмах гражданского ведомства политических арестантов.
С середины 19 века министры юстиции активно занимались международной деятельностью: председательствовали в Международном трибунале, были членами постоянной Международной палаты Третейского суда в Гааге. Задачей Министерства юстиции было информировать министров об утверждении уставов вновь созданных организаций и обществ, а сам министр обязан был еженедельно представлять Императору личные или письменные доклады о состоянии порученных дел.
13 декабря 1895 года из ведения Министерства внутренних дел в ведение Министерства юстиции было передано Главное тюремное управление, что объяснялось «…целью сближения тюремного дела в его законодательной постановке и практическом осуществлении с интересами правосудия».

### XX век
После Октябрьской революции 1917 года Министерство юстиции было преобразовано в Народный комиссариат юстиции. Практическое претворение в жизнь Декрета № 1 «О суде» потребовало от органов юстиции усилий, связанных с формированием судов и подбором для них кадров. Заметное место в деятельности комиссариата юстиции занимало создание нового законодательства. Принятым 30 января 1928 года постановлением ВЦИК и СНК наркому юстиции были непосредственно подчинены в качестве заместителей прокурор и председатель Верховного Суда республики. Согласно Положению о Народном комиссариате юстиции, утверждённому 26 ноября 1929 года, Верховный Суд входил в состав аппарата Наркомюста.
Впоследствии полномочия Наркомата юстиции претерпели радикальные изменения — в 1936 году прокуратура была выделена в самостоятельное ведомство.
С 1936 года на Наркомат юстиции СССР была возложена задача систематизации и подготовки материалов по кодификации законодательства и до 1946 года законотворческая деятельность шла по трём основным направлениям: подготовка общесоюзных кодексов (Уголовного, Гражданского, Уголовно-процессуального, Гражданско-процессуального, Основ трудового законодательства и Основ законодательства о браке и семье); подготовка Хронологического собрания законов, указов и постановлений Правительства СССР и Систематического собрания законов; справочная работа по законодательству.
В системе Министерства юстиции СССР создаются научно-исследовательские криминалистические лаборатории и Всесоюзный институт юридических наук. Примечательно, что именно по инициативе Минюста РСФСР в 1957 году (впервые в российском праве) в текст УПК РСФСР было включено понятие «презумпция невиновности».
По положению о Наркомате юстиции СССР от 8 декабря 1936 года Наркомюст и его местные органы получили право давать судам указания о правильности и единообразии применения судебной практики. Такие взаимоотношения органов юстиции и судов подвергались критике и послужили одним из поводов упразднения Министерства юстиции СССР в 1963 году.
Поскольку излишняя радикальность и отчасти ошибочность такого решения была очевидна и подтверждена временем, 30 августа 1970 года Президиум Верховного Совета СССР издал Указ, положивший начало воссозданию органов юстиции. 24 сентября того же года было восстановлено Министерство юстиции РСФСР.
25 декабря 1991 года Верховный Совет РСФСР законом № 2094-1 постановил: РСФСР впредь именовать Российская Федерация (Россия). 21 апреля 1992 года Съезд народных депутатов РСФСР утвердил переименование РСФСР в Российскую Федерацию, внеся соответствующие поправки в Конституцию, которые вступили в силу 16 мая 1992 года с момента опубликования в «Российской газете». В связи с поправками в конституцию министерства РСФСР стали называться министерствами Российской Федерации (ст. 128 и 129 конституции) и соответственно Министерство юстиции РСФСР стало именоваться Министерством юстиции Российской Федерации.

## Структура

### Руководство
Возглавляет министерство в настоящее время (с 21 января 2020 года) — Константин Анатольевич Чуйченко. В его подчинении 9 заместителей:
| первый заместитель Министра юстиции            | Забарчук Евгений Леонидович     | 5 августа 2021 г.   | в должности |
| статс-секретарь — заместитель Министра юстиции | Логинов Андрей Викторович       | 20 июля 2020 г.     | в должности |
| заместитель Министра юстиции                   | Вуколов Всеволод Львович        | 21 сентября 2021 г. | в должности |
| заместитель Министра юстиции                   | Алханов Алу Дадашевич           | 15 февраля 2007 г.  | в должности |
| заместитель Министра юстиции                   | Ардабьева Елена Анатольевна     | 6 июня 2023 г.      | в должности |
| заместитель Министра юстиции                   | Федоров Вадим Витальевич        | 20 июля 2020 г.     | в должности |
| заместитель Министра юстиции                   | Бесхмельницын Максим Михайлович | 27 апреля 2020 г.   | в должности |
| заместитель Министра юстиции                   | Свириденко Олег Михайлович      | 6 августа 2020 г.   | в должности |
| заместитель Министра юстиции                   | Жуйков Дмитрий Сергеевич        | 1 июля 2020 г.      | в должности |

### Подразделения
В структуру Минюста России входят:

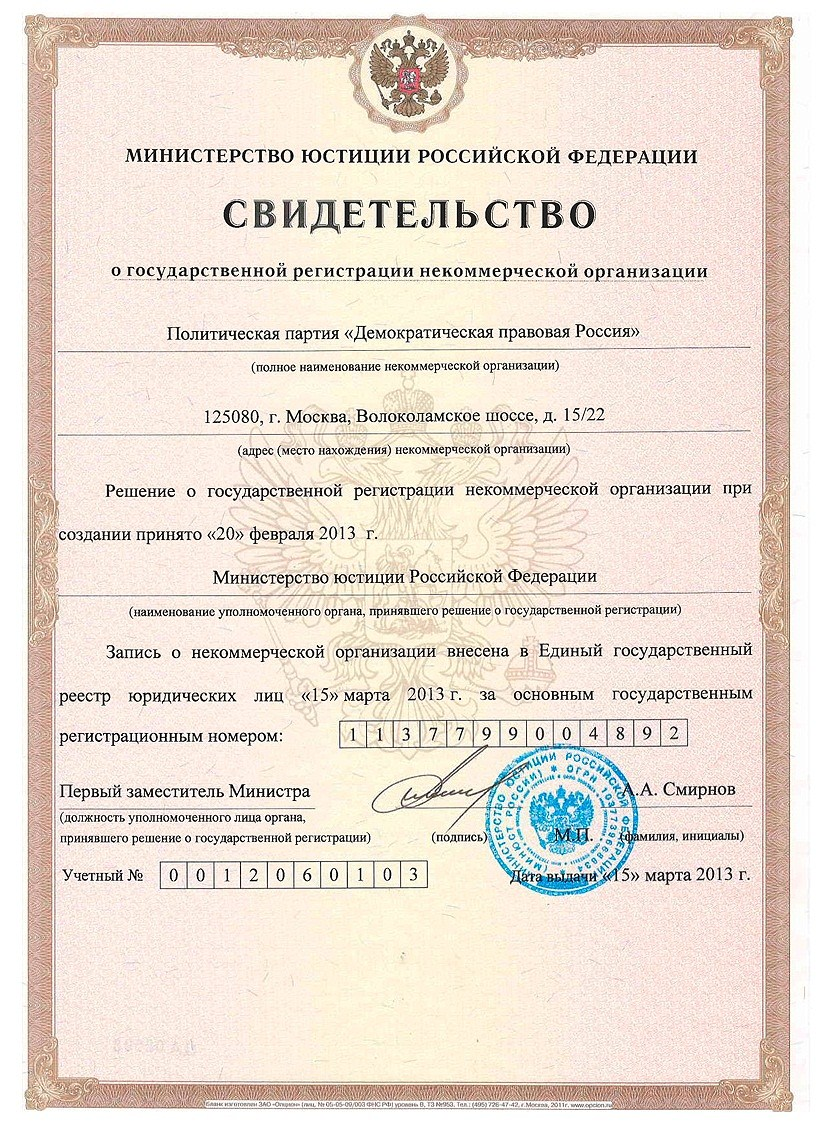
Единый образец Свидетельства о государственной регистрации политической партии, выданное центральным аппаратом Министерства юстиции России 15 марта 2013. Аналогичные по дизайну свидетельства выдаются региональными управлениями министерства в регионах при регистрации регионального отделения партии.

- Центральный аппарат (19 департаментов по основным направлениям деятельности)

Эмблема судебно-экспертных учреждений Минюста России

  - Департамент государственной регистрации ведомственных нормативных правовых актов
    - Отдел регистрации актов в сферах обороны и безопасности
    - Отдел регистрации актов в сферах сельского хозяйства, транспорта и связи
    - Отдел регистрации актов в финансовой и экономической сферах
    - Отдел регистрации актов в сферах социального обеспечения и культуры
    - Отдел регистрации актов в сферах природных ресурсов и строительства
    - Отдел регистрации актов в сферах противодействия коррупции и защиты прав граждан

  - Департамент организации и контроля
    - Отдел документационного обеспечения
    - Отдел по работе с обращениями граждан
    - Отдел правового обеспечения
    - Отдел координации деятельности территориальных органов и ведомственного контроля
    - Отдел протокола
    - Отдел анализа и обработки информации
    - Контрольно-ревизионный отдел
    - Отдел координации и контроля реализации государственных программ в сфере юстиции

  - Департамент государственной политики в сфере принудительного исполнения
    - Отдел государственной политики в сфере исполнения судебных актов и взыскания просроченной задолженности
    - Отдел ведомственных нормативных правовых актов в сфере исполнения судебных актов и взыскания просроченной задолженности
    - Отдел контроля реализации приоритетных задач в сфере деятельности органов принудительного исполнения
    - Отдел рассмотрения обращений граждан

  - Департамент государственной службы и кадров
    - Отдел по работе с кадрами центрального аппарата Минюста России
    - Отдел внедрения современных кадровых технологий и развития юридического образования
    - Отдел по вопросам государственной службы и работе с личным составом
    - Отдел профилактики коррупционных и иных правонарушений и проведения проверок
    - Отдел кадровой политики в территориальных органах и подведомственных организациях
    - Отдел по делам гражданской обороны, мобилизационной работе, воинскому учёту и бронированию

  - Департамент международного права и сотрудничества
    - Отдел международных договоров
    - Отдел международных связей
    - Отдел международного сотрудничества в области безопасности
    - Отдел международной правовой помощи
    - Отдел по вопросам легализации и апостиля
    - Отдел правового обеспечения международной экономической интеграции

  - Департамент конституционного законодательства
    - Отдел законодательства об общественно-политических правах граждан
    - Отдел законодательства о федеративных отношениях и местном самоуправлении
    - Отдел по выработке государственной политики в сфере развития федеративных отношений и организации местного самоуправления
    - Отдел законодательства о федеральных органах исполнительной власти
    - Отдел по вопросам нормативных правовых актов субъектов Российской Федерации

  - Департамент экономического и гражданского законодательства
    - Отдел гражданского законодательства
    - Отдел земельного, жилищного и градостроительного законодательства
    - Отдел экологического и природного законодательства
    - Отдел законодательства о государственном регулировании экономики
    - Отдел законодательства об энергетике, транспорте, связи и массовых коммуникациях
    - Отдел бюджетного законодательства
    - Отдел налогового и внешнеэкономического законодательства
    - Отдел корпоративного и банковского законодательства
    - Отдел гражданского законодательства

  - Департамент управления делами
    - Отдел капитального строительства, ремонта и управления имуществом
    - Отдел социального и хозяйственного обеспечения
    - Отдел государственных закупок и договорной работы
    - Отдел сводного бюджетного планирования и финансирования
    - Отдел правовой работы и контроля
    - Отдел бухгалтерского учёта и методологии

  - Департамент законодательства и правоприменения в сфере некоммерческих организаций
    - Отдел законодательства о некоммерческих организациях
    - Отдел по делам религиозных организаций
    - Отдел судебно-претензионной работы
    - Отдел анализа и методики деятельности территориальных органов

  - Департамент развития и регулирования юридической помощи и правовых услуг
    - Отдел по вопросам государственной регистрации актов гражданского состояния
    - Отдел по вопросам бесплатной юридической помощи
    - Отдел по вопросам арбитража (третейского разбирательства) и медиации
    - Отдел по вопросам адвокатуры
    - Отдел по вопросам нотариата

  - Департамент социального законодательства
    - Отдел законодательства о социальном обеспечении и здравоохранении
    - Отдел законодательства об образовании, науке и культуре
    - Отдел семейного, трудового законодательства и о государственной службе

  - Департамент законопроектной работы и коммуникаций
    - Отдел координации законопроектной деятельности
    - Отдел мониторинга правоприменения
    - Отдел взаимодействия с юридическим сообществом
    - Отдел информации и общественных связей

  - Департамент государственной политики в сфере уголовно-исполнительной системы
    - Отдел государственной политики в сфере исполнения уголовных наказаний Отдел координации законопроектной деятельности
    - Отдел законодательства об исполнении уголовных наказаний
    - Отдел реализации проектных задач в сфере исполнения уголовных наказаний
    - Отдел рассмотрения обращений граждан

  - Департамент уголовного и административного законодательства
    - Отдел уголовного законодательства
    - Отдел мониторинга уголовного законодательства
    - Отдел законодательства об административных правонарушениях и административной ответственности
    - Отдел мониторинга законодательства об административных правонарушениях

  - Департамент по защите национальных интересов от внешнего влияния
    - Отдел мониторинга и анализа деятельности некоммерческих организаций
    - Отдел по делам общественных объединений и политических партий
    - Отдел по делам структурных подразделений иностранных некоммерческих организаций

  - Департамент систематизации законодательства
    - Отдел государственной политики и методологии в сфере систематизации
    - Отдел систематизации
    - Отдел вопросов учёта и информационного обеспечения
    - Отдел редакционного обеспечения

  - Департамент законодательства об обороне, безопасности и судопроизводстве
    - Отдел законодательства об обороне и безопасности
    - Отдел законодательства о правоохранительной деятельности
    - Отдел процессуального законодательства
    - Отдел законодательства о судоустройстве и общих вопросов судебного процесса

- - Департамент государственной политики в сфере судебно-экспертной деятельности
    - Отдел государственной политики в сфере судебной экспертизы
    - Отдел финансирования и материально-технического обеспечения судебно-экспертных учреждений
    - Отдел научно-методического и кадрового обеспечения
    - Отдел организации, анализа и контроля деятельности судебно-экспертных учреждений

  - Департамент информатизации и цифровой трансформации
    - Отдел управления инфраструктурой
    - Отдел защиты информации
    - Отдел управления проектами и процессами
    - Отдел аналитики и управления данными
- Территориальные органы Министерства юстиции Российской Федерации[4]

Подведомственные организации
- Научный центр правовой информации при Министерстве юстиции Российской Федерации
- Всероссийский государственный университет юстиции (РПА Минюста России)
- Российский федеральный центр судебной экспертизы при Министерстве юстиции Российской Федерации
- Федеральные бюджетные судебно-экспертные учреждения Министерства юстиции Российской Федерации

## Подведомственные службы (федеральные органы исполнительной власти)
- Федеральная служба исполнения наказаний (ФСИН России)
- Федеральная служба судебных приставов (ФССП России)

Упразднённые
- Федеральная регистрационная служба, с 12 мая 2008 года в составе Министерства экономического развития Российской Федерации, с декабря 2008 года переименована в Федеральную службу государственной регистрации, кадастра и картографии[5][6].

## Персоналии
Список министров юстиции России см. в статье Министры юстиции России.

## Ведомственные награды
- Звание «Почетный работник Министерства юстиции Российской Федерации»
- Медаль Гавриила Державина
- Медаль Михаила Сперанского
- Медаль Анатолия Кони
- Медаль «Ветеран Министерства юстиции Российской Федерации»
- Нагрудный знак отличия «За заслуги»
- Медаль «За отличие»
- Нагрудный знак отличия «Почетный наставник Министерства юстиции Российской Федерации»
- Медаль «За службу»
- Медаль «За добросовестный труд»
- Медаль «За содействие»
- Почетная грамота Министерства юстиции Российской Федерации
- Благодарность Министерства юстиции Российской Федерации

## Санкции
9 декабря 2022 года, на фоне вторжения России на Украину, Канада внесла в санкционные списки Министерство юстиции Российской Федерации из-за «грубых нарушений прав человека». Ранее, глава министерства на момент вторжения Чуйченко, также был внесён в санкционные списки всех стран Евросоюза, Канады, Великобритании, США и ряда других стран за «реализацию закона о цензуре информационного пространства о агрессивной войне России против Украины» и поддержку нападения на Украину.